# Emilio Van der Zuiden
 (mai 2012).
Si vous disposez d'ouvrages ou d'articles de référence ou si vous connaissez des sites web de qualité traitant du thème abordé ici, merci de compléter l'article en donnant les références utiles à sa vérifiabilité et en les liant à la section « Notes et références ».
Emilio Van der Zuiden est un dessinateur et scénariste de bandes dessinées, né en 1967 « d’un père batave et d’une mère gitane andalouse ». Il a étudié à Paris, puis a exercé plusieurs métiers dans la presse écrite, pour finalement se lancer en 2007 dans la bande dessinée.

## Biographie
Il publie sous le patronyme de Julio Ballester un premier album, Georges Caplan vous parle… (collection Discover, éditions Paquet, 2007). Ce graphic novel raconte la vie de bohème, dans le Paris des années 1960, d’un jeune poète espagnol : Jorge Bernall. L’album ne rencontre pas vraiment le succès même si on détecte si et là quelques bonnes critiques.
L’auteur hispano-batave ne sera révélé au grand public qu’avec Le Mystère de la Traction 22 (Les Enquêtes auto de Margot, aux éditions Paquet-juillet 2009). Il partage la tâche avec Olivier Marin. Ce dernier participe aux décors et aux voitures et signe le scénario, tandis qu’Emilio Van der Zuiden prépare le story-board, le crayonné des planches, et encre les personnages. L’album connaît plusieurs rééditions et des traductions en néerlandais, allemand et espagnol.
Le succès est tel que Pierre Paquet, l’éditeur, crée pour l’occasion la collection Calandre.
Une deuxième aventure intitulée Les Déesses de la route est publiée en septembre 2010. Le scénario est cette fois cosigné par Metapat, (qui fut un temps directeur de la collection).
En 2011, Emilio Van der Zuiden dessine en solo Les Filles de l’oncle Bob (collection Calandre, éditions Paquet, août 2011). Avec toujours Metapat au scénario, cette aventure est une bio romancé du célèbre pilote de rallye Robert Neyret.